# 朝鮮龍
朝鮮龍（學名："Koreanosaurus"）是恐龍的一屬，生存於上白堊紀的南韓。化石只有一個股骨。在1979年，Kim首次提出這個名稱。但在1993年，Kim將這個種歸類於恐爪龍的一種，朝鮮恐爪龍（Deinonychus koreanensis）。
朝鮮龍可能屬於馳龍科，或是相近的獸腳亞目恐龍，過去曾歸類於暴龍科或稜齒龍科。但是沒有經過正式研究的敘述，目前是個無資格名稱。另一個南韓的化石，名為"Koreasaurus"，也是個無資格名稱，可能屬於馳龍科。

## 外部連結
- The Theropod Database
- The Dinosaur Encyclopedia （页面存档备份，存于）
- Maniraptora